# Shorea negrosensis
Shorea negrosensis (tiếng Anh thường gọi là Red Lauan) là một loài thực vật thuộc họ Dipterocarpaceae. Đây là loài đặc hữu của Philippines.